# Mohammed Nasser Ahmed
Mohammed Nasser Ahmed (* 1950) ist ein jemenitischer Politiker. Er ist derzeit (September 2011) Verteidigungsminister unter Ali Abdullah Salih.
Am 27. September 2011 verübte ein Selbstmordattentäter in Aden einen Anschlag auf seinen Konvoi. Nasser Ahmed blieb unverletzt. Etwa zehn weitere Personen wurden verletzt.